# Longiperna cancellata
Longiperna cancellata is een hooiwagen uit de familie Gonyleptidae.